# Ettadhamen
Pour la délégation, voir Ettadhamen (délégation).
Ettadhamen est une municipalité du gouvernorat de l'Ariana rattachée à l'agglomération de Tunis. Elle est issue de la scission en 2016 de la municipalité d'Ettadhamen-Mnihla avec la création d'une municipalité distincte à Mnihla.
Cette cité populaire, dont le nom signifie « solidarité », se crée dès les années 1950 avec l'arrivée de populations issues de la migration intérieure. Ancien quartier construit dans l'illégalité, il est ensuite intégré dans le schéma directeur de l'agglomération tunisoise.

## Histoire
Le quartier d'Ettadhamen se forme dans le sillage des vagues de migration intérieure (pauvres, petits agriculteurs et chômeurs) qui marquent la Tunisie au début des années 1950, sous la présidence d'Habib Bourguiba, lorsque des centaines de familles quittent leurs villages pauvres des gouvernorats du Nord-Ouest (Siliana, Béja, Jendouba et Le Kef) pour les faubourgs de la capitale. 
La jeunesse du quartier joue un rôle central dans la révolution de 2011 qui renverse le président Zine el-Abidine Ben Ali car elle aspire à changer ses conditions de vie difficiles, mais sans succès. Si les traces des principaux contributeurs au soulèvement populaire sont encore présentes sur les murs des maisons et des ruelles environnantes, les projets d'infrastructure restent en effet absents de la région dans les années qui suivent, ce qui contribue à la détérioration de la situation et à la propagation de la criminalité, avec du trafic de stupéfiants et un niveau élevé de frustration et de dénuement chez les jeunes, dont la plupart choisissent l'émigration clandestine,. Des mouvements islamistes militants se développent par ailleurs et certaines cellules djihadistes émergent, notamment parmi la jeunesse.
Avant la scission d'Ettadhamen-Mnihla en deux municipalités distinctes (Ettadhamen et Mnihla) en 2016, l'ensemble est habité par près de 142 953 personnes (2014).

## Économie
La transition politique de l'État tunisien après la révolution de 2011 contribue à l'état de stagnation économique, avec une augmentation du nombre de diplômés universitaires et une absence de stratégie globale offrant des solutions radicales pour réduire le taux de chômage. Celui-ci est estimé à plus de 60 %, tandis que le taux de pauvreté est de 70 %, car le revenu mensuel de milliers de familles ne dépasse pas 200 dinars, alors qu'il atteignait 27,88 % pour les diplômés supérieurs en 2014.

## Culture

### Complexe des jeunes

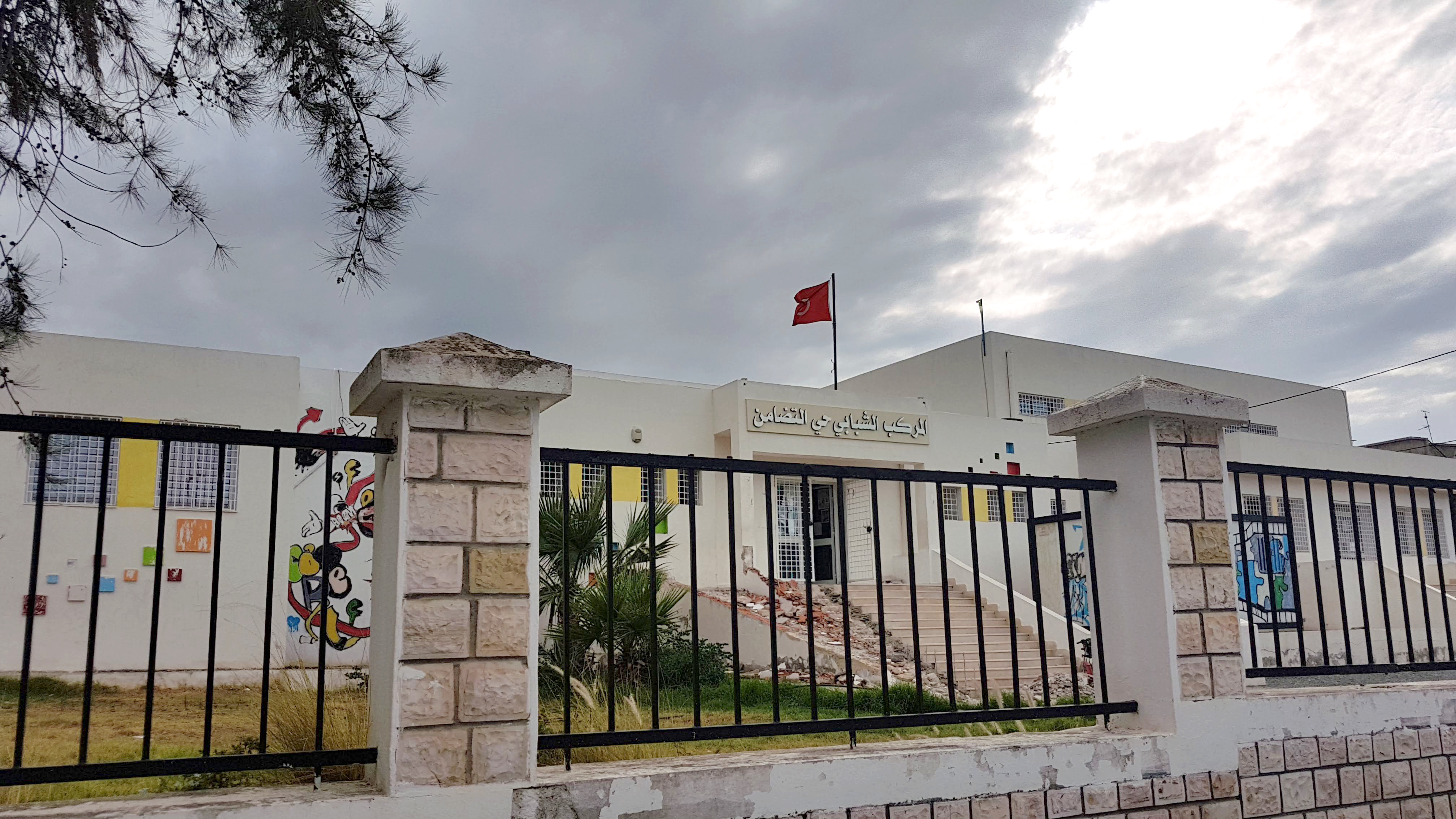
Complexe des jeunes.

Ettadhamen est équipé d'un complexe multidisciplinaire dont la mission est de former les jeunes et de développer leurs talents dans un certain nombre de domaines, tels que la musique, le théâtre et la lecture. Il est inauguré par le président Béji Caïd Essebsi en 2018.

### Festivals d'été
Le quartier a son propre festival qui se tient annuellement de la fin juillet à la première semaine d'août. En 2019, la communauté locale célèbre la 33e édition du festival qui est considéré comme l'un des quelques événements de divertissement disponibles. Le festival réunit des activités de tout type, mais surtout des concerts et parfois des pièces de théâtre.

## Sport

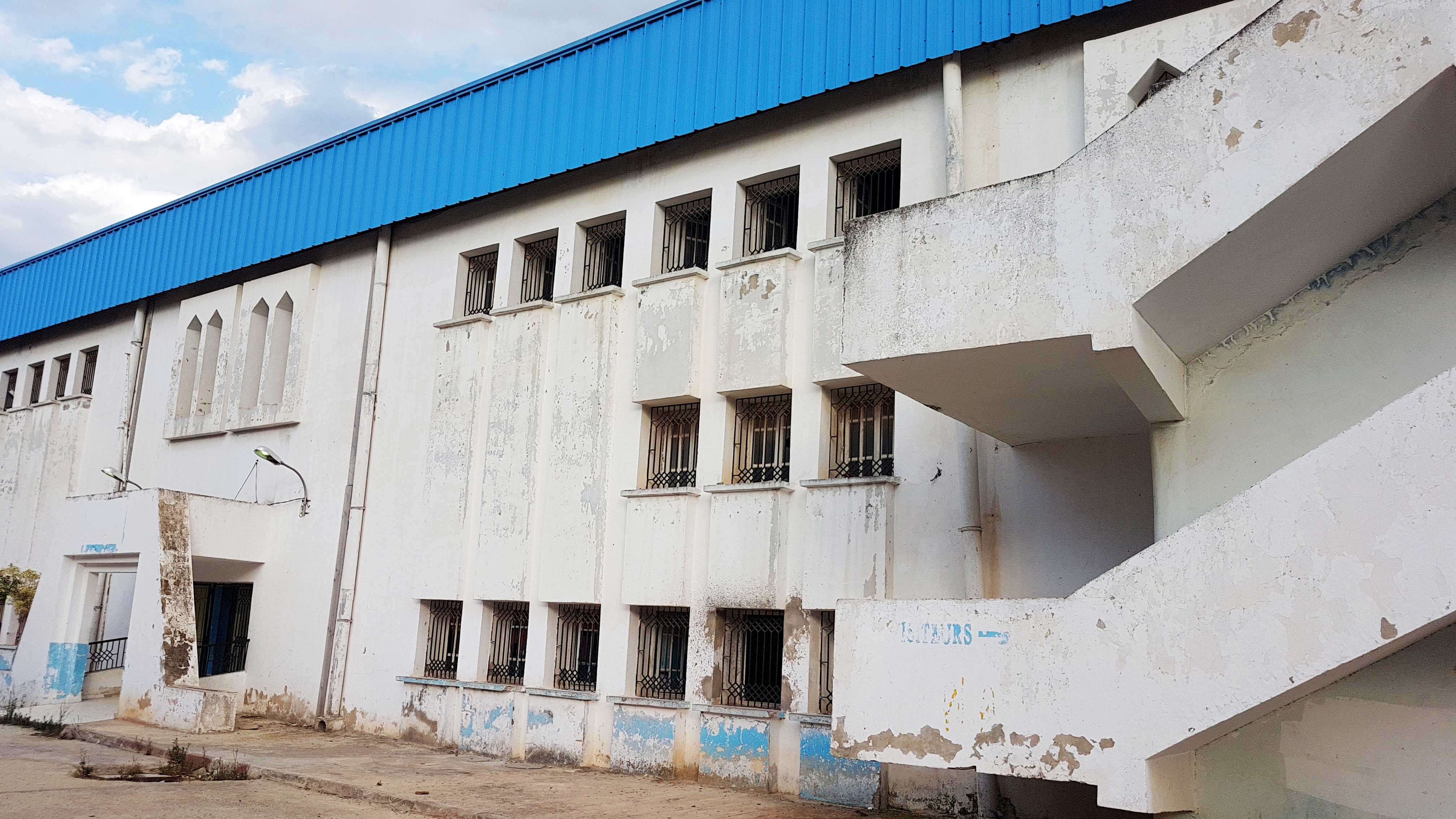
Salle du 14-Janvier 2011.

Selon une étude réalisée par un groupe de sociologues sur la jeunesse de Douar Hicher et Ettadhamen, 55 % des associations actives sont sportives, 18,5 % à but non lucratif, 10,3 % culturelles et 10,5 % religieuses. Cette étude dispose que seulement un jeune sur quatre connaît au moins une association active dans son quartier.
Les clubs sportifs effectuent leurs activités dans la salle couverte du 14-Janvier 2011 ou au stade municipal. La première, achevée en 2003 pour un coût de 850 000 dinars tunisiens, accueille les compétitions de lutte, d'haltérophilie et de la boxe; le second est achevé en 1989 pour un investissement de 120 000 dinars et rénové en 2008 pour un coût de 150 000 dinars tunisiens.

## Personnalités
- Ghofrane Belkhir : haltérophile, médaillée aux championnats d'Afrique 2016 et 2017, aux Jeux méditerranéens de 2018 et aux Jeux olympiques de la jeunesse de 2018 ;
- Makrem Grami : directeur technique de la Fédération tunisienne de boxe[9] ;
- Skander Labidi : footballeur évoluant au Club africain[10] ;
- Amira Tlili : initiatrice du premier projet de café pour femmes en Tunisie [11].